# ワイルドだもん
『ワイルドだもん』（ワイルドだもん）は、安藤なつみによる日本の漫画作品。講談社「なかよし」で2003年4月号から2004年5月号まで連載された。

## 登場人物
千野
主人公
ヒョウ
美形の野生児

## 書誌情報
安藤なつみ 『ワイルドだもん』 講談社〈講談社コミックスなかよし〉、全3巻
- 1巻、2003年10月6日発行、ISBN 4-06-364032-9
- 2巻、2004年2月6日発行、ISBN 4-06-364042-6
- 3巻、2004年6月4日発行、ISBN 4-06-364051-5